# Edeka
Il Gruppo Edeka è la più grande società di supermercati tedesca, nel 2017 possedeva una quota di mercato del 20,3%. Fondata nel 1898, è costituita oggi da diverse cooperative di supermercati indipendenti, tutti operanti sotto l'organizzazione ombrello "Edeka Zentrale AG & Co KG", con sede ad Amburgo. 
Ci sono circa 4 100 negozi con la targhetta Edeka, che vanno dai piccoli negozio all'angolo agli ipermercati. Il 16 novembre 2007 Edeka ha raggiunto un accordo con Tengelmann Group per acquistare una quota di maggioranza del 70% nella divisione discount "Plus" di Tengelmann, che è stata poi fusa nel marchio "Netto" di Edeka, con circa 4 200 negozi entro il 2018. Con tutti i marchi, l'azienda gestiva un totale di 13 646 negozi alla fine del 2017.